# Rueil-Malmaison
Rueil-Malmaison é uma comuna francesa situada no departamento de Altos do Sena na região de Île-de-France. Sua população em 2004 era de 76.400 habitantes, que são chamados de rueillois (homens) ou rueilloises (mulheres).

## Toponímia
Rotoialos, formação da época gaulesa.
O nome da cidade foi primeiramente, Rotoialo villa em 550, Rigoïalensis villa em 587, Riogilum em 873, no século XII e no XIII, Ruellium em 1113, Roialum, Ruolium, depois Ruellium, Ruol,  Rueul em 1308. Reuil, Ruel, Rueil (no século XVII, encontrado frequentemente o nome Rueil en Parisis)  e desde 1928 Rueil-Malmaison (por decreto ministerial).
A origem suposta de Rueil é um nome céltico Ritoialos (ritus, "o vau", et ialos, "a clareira") ou Rialo (ri, o "riacho" e ialos). A raiz céltica -ialo, "clareira", é encontrada em muitos topônimos em -euil : Argenteuil, Verneuil, Neuilly.
A adição de Malmaison, que permite fazer a distinção com a comuna de Rueil-la-Gadelière (28), recorda o nome do domínio tornado famoso sob o Consulado e o Império. A origem do nome não é estabelecida, mas às vezes evoca memórias das exações normandas no domínio (de "Mala Mansio" : casa de infortúnio ou má casa), que também poderia significar que a cidade foi mal frequentada.

## História

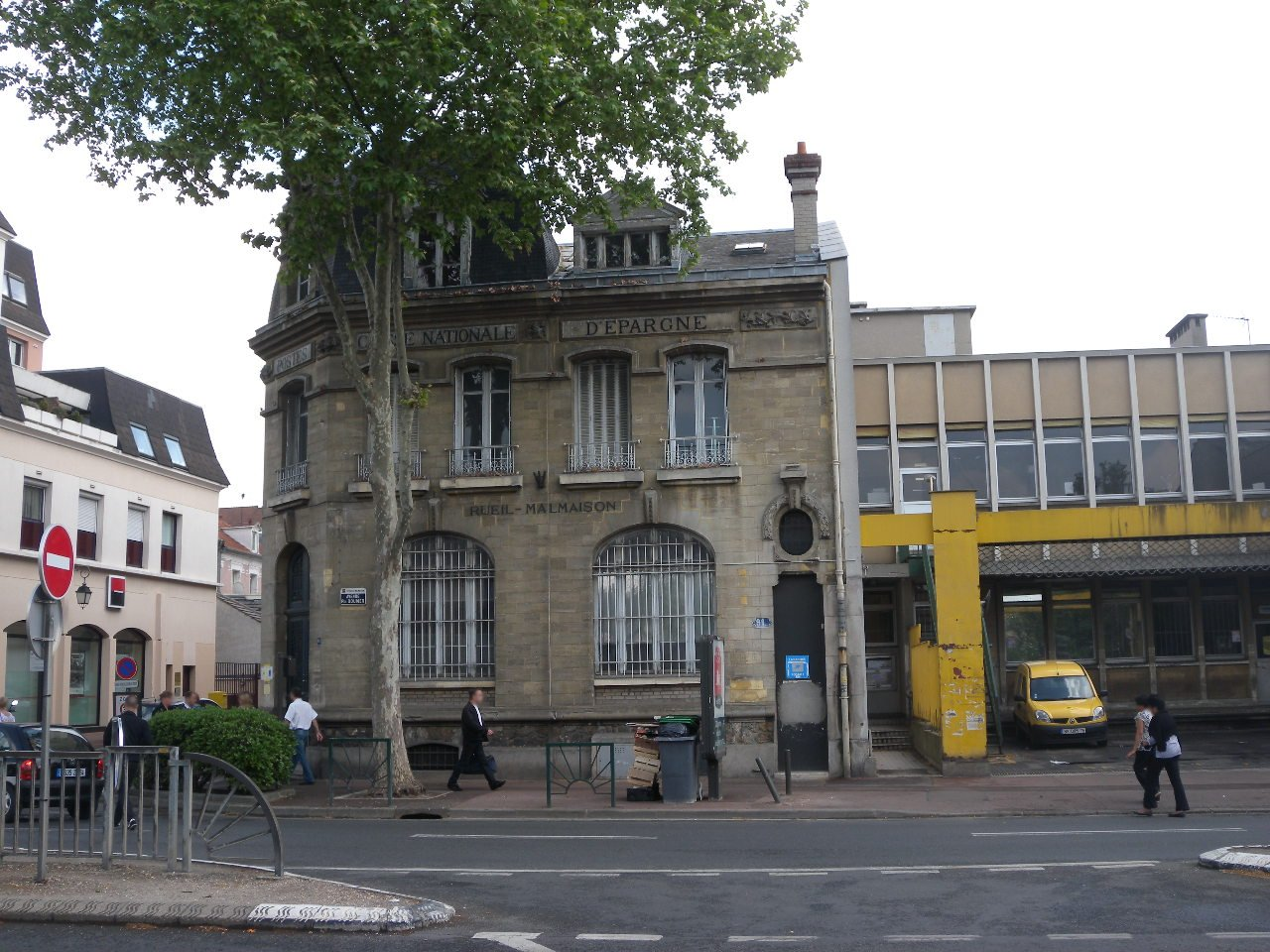

O território de Rueil é frequentado há um período muito antigo: se descobriu, no sítio do "Closeaux" durante as obras de fundação para o estabelecimento de um novo distrito, perto do Sena, um sítio datado de Mesolítico de uma tribo Aziliana (10 300 a 8 700 antes de nossa era).
A primeira menção histórica de Rueil, ou melhor, de Rotoialum villae data do século VI, na História dos Francos escrita por Gregório de Tours. A expressão designa o que então é apenas uma villa no estilo romano. Também chamado de Roialum ou Rotariolensem villam, era um local de prazer e caça de Reis merovíngios, do século VI ao século VIII.

## Cidades geminadas
Em 5 de agosto de 2015, Rueil-Malmaison é geminada com:
- Le Bardo (Tunísia) desde 1991;
- Friburgo (Suíça) desde 1995.

Além disso, a comuna de Rueil-Malmaison assinou acordos de cooperação: :
- em 1971 com a comuna de Zouk Mikael (Líbano);
- em 2000 com Dubrovnik (Croácia);
- em 2009 com Bucara (Uzbequistão).

Outros acordos foram assinados mas não renovados:
- em 1966, geminação com Walton-Weibridge (Reino Unido)
- em 1974, geminação com Elmbridge (Reino Unido)
- em 1975, parceria com Bad Soden am Taunus (Alemanha);
- em 1979, geminação com Kiryat Malakhi (Israel);
- em 1989, geminação com Kitzbühel (Áustria);
- em 1989, parceria com Serguiev Possad (Rússia);
- em 2007, geminação com Jelgava (Letônia).

## Educação
- École nationale supérieure du pétrole et des moteurs